# Małgorzata Czyżycka
Małgorzata Czyżycka, znana także jako Czyżyk (ur. 1971 w Szprotawie) – polska artystka kabaretowa i pedagog.

## Życiorys
Członkini Kabaretu Ciach. Ukończyła filologię rosyjską na dzisiejszym Uniwersytecie Zielonogórskim oraz studia specjalne z wychowania fizycznego i studia podyplomowe z gimnastyka korekcyjnej.
Jej mężem jest Przemysław Żejmo z Kabaretu Jurki. Ma syna Tymoteusza (ur. 10 kwietnia 2008) i córkę Różę (ur. 20 sierpnia 2010). 

## Filmografia
- 1997: Robin Hood – czwarta strzała
- 2003: Baśń o ludziach stąd – żul
- 2007: Zamknięci w celuloidzie – Żulinda 2